# Condado de Artois

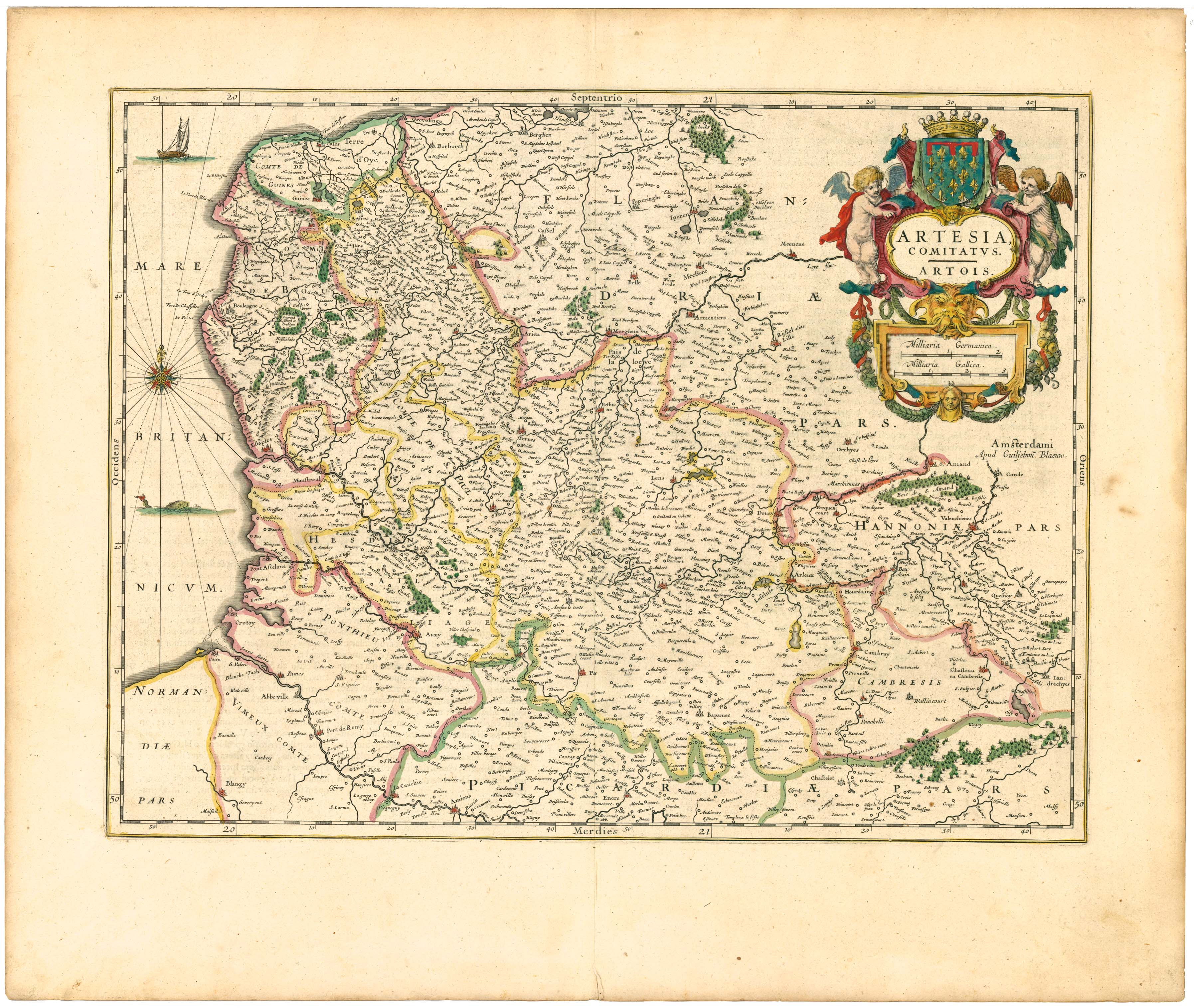
Mapa de Blaeu: Artesia Comitatus, 1645

El condado de Artois (en francés: comté d'Artois, en neerlandés: graafschap Artesië) fue una provincia histórica del Reino de Francia, gobernada por los duques de Borgoña desde 1384 hasta 1477/82, y un estado del Sacro Imperio Romano desde 1493 hasta 1659.
Hoy en día el territorio del condado de Artois se encuentra en el norte de Francia, en la frontera con Bélgica. Su territorio tiene una superficie de alrededor de 4000 km² y una población de alrededor de un millón. Sus principales ciudades son Arras (Atrecht), Calais (Kales), Boulogne-sur-Mer (Bonen), Saint-Omer (Sint-Omaars), Lens y Béthune. Forma el interior del departamento francés de Pas-de-Calais.
Originalmente un condado feudal en sí, Artois fue anexionado por el condado de Flandes. Llegó a Francia en 1180 como dote de una princesa flamenca, Isabel de Henao y nuevamente se convirtió en un condado separado en 1237 para Roberto I de Artois, un nieto de Isabel. A través de la herencia, Artois quedó bajo el dominio de los duques de Borgoña en 1384. A la muerte del cuarto duque, Carlos el Temerario, Artois fue heredado por los Habsburgo y pasó a la línea española de la dinastía. Después de las agitaciónes religiosas de 1566 en los Países Bajos, Artois entró brevemente en la revuelta holandesa en 1576, participando en la pacificación de Gante hasta que se formó la Unión de Arras en 1579.
Después de la Unión, Artois y Henao ( llegaron a un acuerdo por separado con Felipe II. Artois permaneció con los Países Bajos Borgoñones hasta que fue conquistado por los franceses durante la Guerra de los Treinta Años. La anexión fue reconocida durante el Tratado de los Pirineos en 1659, y se convirtió en una provincia francesa. Artois ya había sido en gran parte de habla francesa, pero fue parte de los Países Bajos meridionales hasta la anexión francesa.
Artois experimentó un rápido desarrollo industrial durante la segunda mitad del siglo XIX, impulsado por sus ricos recursos de carbón. Durante la Primera Guerra Mundial, la línea de frente entre la Entente opuesta y los ejércitos aliados en Francia atravesó la provincia, lo que provocó un enorme daño físico. Desde la segunda mitad del siglo XX, Artois ha sufrido junto con las áreas cercanas debido a la declive de la industria del carbón.

## Localización
Artois ocupa el interior del departamento de Pas-de-Calais, cuya parte occidental constituye el antiguo Boulonnais. Artois corresponde aproximadamente a los arrondissements de Arras, Béthune, Saint Omer y Lens, y la parte oriental del arrondissement de Montreuil.
Ocupa el extremo occidental de la cuenca carbónonífera que se extiende hacia el este a través del departamento Nord ' vecino y a través del centro de Bélgica.

## Condes de Artois
El conde de Artois (en francés: Comtes d'Artois, en neerlandés: Graven van Artesië) fueron los gobernantes del condado de Artois desde el siglo IX hasta la incorporación como pays d'état a la Corona francesa por el Tratado de los Pirineos en 1659.
|            | Casa de Artois (anterior al establecimiento del condado)                                                                                     |
| c. 850s    | Odalric |
| c. 890s    | Altmar |
| ?-932      | Adelelm |
| 932-1180   | Conquistado por Arnulfo I, Conde de Flandes y directamente bajo los Flandes                                                                  |
| 1168-1180  | Felipe I, conde de Flandes, dio Artois como dote a Isabel de Henao, sobrina de Felipe de Flandes, por su matrimonio con Felipe II de Francia |
|            | Casa de los Capetos |
| 1180-1189  | Isabel de Henao y su esposo Felipe II de Francia, como Felipe II                                                                             |
| 1189-1226  | Luis VIII de Francia, su hijo, como Luis I                                                                                                   |
|            | Fusionado en el dominio real de Francia |
|            | Casa Capetiana de Artois |
| 1237-1250  | Roberto I, su segundo hijo superviviente |
| 1250-1302  | Roberto II, su hijo |
| 1302-1329  | Matilda I, su hija, casada con Otón IV, conde de Borgoña, pretendido por Roberto III                                                         |
|            | Casa de Borgoña |
| 1329-1330  | Juana II de Borgoña, como Juana I |
| 1330-1347  | Juana III de Borgoña, como Juana II, su hija, casada con Eudes IV de Borgoña (1330-1347)                                                     |
| 1347-1361  | Felipe I de Borgoña, su nieto, como Felipe III                                                                                               |
|            | Casa de los Capetos |
| 1361-1382  | Margarita I de Borgoña, su tía abuela |
|            | Casa de Dampierre |
| 1382-1383  | Luis III, su hijo |
| 1383-1405  | Margarita II, su hija, casada con Felipe el Audaz, Duque de Borgoña (1383-1404), as Philip IV                                                |
|            | Casa de los Capetos, línea Valois-Borgoña |
| 1405-1419  | Juan Sin Miedo |
| 1419-1467  | Felipe el Bueno, como Felipe V |
| 1467-1477  | Carlos el Temerario, como Carlos I |
| 1477-1482  | María de Borgoña, casada con Maximiliano I de Habsburgo, emperador del Sacro Imperio (1477-1482)                                             |
|            | Ocupado por Francia entre 1477 y 1493 (Tratado de Senlis)                                                                                    |
|            | Casa de Habsburgo |
| 1482-1506  | Felipe I de Castilla, como Felipe VI |
| 1506-1556  | Carlos V del Sacro Imperio Romano Germánico, como Carlos II                                                                                  |
| 1556-1598  | Felipe II de España, como Felipe VII |
| 1598-1621  | Isabel Clara Eugenia y Alberto de Austria |
| 1621-1659: | Felipe IV de España, como Felipe VIII |
|            | Cedido a Francia por el Tratado de los Pirineos (1659), salvo Aire, Arques, Clairmarais y Saint Omer cedidas Tratados de Nimega              |